# Tal Sondak
Tal Sondak (in ebraico טל סונדק‎?; Herzliya, 23 luglio 1976) è un cantante israeliano, rappresentante di Israele all'Eurovision Song Contest 2001 con il brano En davar.

## Biografia
Il 28 dicembre 2000 Tal Sondak ha partecipato alla selezione israeliana per l'Eurovision cantando il suo singolo di debutto En davar e venendo incoronato vincitore. All'Eurovision Song Contest 2001, che si è tenuto il successivo 12 maggio a Copenaghen, si è piazzato al 16º posto su 23 partecipanti con 25 punti totalizzati.

## Discografia

### Singoli
- 2001 – En davar
- 2015 – Meaaz sherazt et knafaich
- 2016 – Hachaim/Bechol zot eineni nifrad